# Голодные игры: И вспыхнет пламя (саундтрек)
| Совокупная оценка    | Совокупная оценка |
| Источник             | Оценка            |
| -------------------- | ----------------- |
| Metacritic           | 63/100            |
| Оценки критиков      |                   |
| Источник             | Оценка            |
| Allmusic             | [ 2 ]             |
| Consequence of Sound | [ 3 ]             |
| Entertainment Weekly | B+                |
| Los Angeles Times    | [ 5 ]             |
| Rolling Stone        | [ 6 ]             |
| Slant Magazine       | [ 7 ]             |

The Hunger Games: Catching Fire (Original Motion Picture Soundtrack) — официальный саундтрек фильма 2013 года Голодные игры: И вспыхнет пламя. Композитор фильма Джеймс Ньютон Ховард. Саундтрек выпущен компаниями Universal Republic и Mercury 19 ноября 2013 года.

## Информация об альбоме
Песня Atlas написанная и исполненная британской альтернативной рок-группой Coldplay, была выпущена как первый сингл из саундтрека фильма 6 сентября 2013 года в США. Сингл дебютировал на 3 строчке в чартах Великобритании и Нидерландов. 7 сентября официально вместе с Lyric Video песня стала доступна для скачивания на iTunes.
Американская инди-рок группа The National записала песню для фильма. Композиция Lean последовала за релизом песни Atlas.
Кристина Агилера объявила в своем микроблоге Twitter 26 сентября 2013 года, что её новая песня, We Remain, станет частью официального саундтрека фильма. Полная версия сингла будет доступна 19 ноября.

## Список композиций
| №   | Название                            | Автор(ы) | Исполнители                        | Длительность |
| --- | ----------------------------------- | --- | ---------------------------------- | ------------ |
| 1.  | «Atlas»                             | Гай Берримен Джонни Бакленд Уилл Чемпион Крис Мартин                                                                   | Coldplay                           | 3:56         |
| 2.  | «Silhouettes»                       | Ragnar Þórhallsson Nanna Bryndís Hilmarsdóttir Arnar Rósenkranz Hilmarsson Kristján Páll Kristjánsson Brynjar Leifsson | Of Monsters and Men                | 4:31         |
| 3.  | «Elastic Heart»                     | Сиэ Ферлер Томас Уэсли Пентз Эндрю Свенсон Абель Тесфайе                                                               | Sia при участии The Weeknd и Diplo | 4:17         |
| 4.  | «Lean»                              | Мэтт Бернингер Аарон Десснер                                                                                           | The National                       | 4:31         |
| 5.  | «We Remain»                         | Райан Теддер Брент Катцл Микки Экко                                                                                    | Кристина Агилера                   | 4:00         |
| 6.  | «Devil May Cry»                     | Абель Тесфайе Джейсон Кенневилль                                                                                       | The Weeknd                         | 5:23         |
| 7.  | «Who We Are»                        | Алекс Да Кид Imagine Dragons Джош Моссер                                                                               | Imagine Dragons                    | 4:09         |
| 8.  | «Everybody Wants to Rule the World» | Иэн Стэнли Роланд Орзабал Крис Хьюз                                                                                    | Лорд                               | 2:35         |
| 9.  | «Gale Song»                         | Уэсли Шульц Джереми Фрейтес Нейла Пекарек                                                                              | The Lumineers                      | 3:05         |
| 10. | «Mirror»                            | Элли Голдинг Матьё Джомфе                                                                                              | Элли Голдинг                       | 4:21         |
| 11. | «Capitol Letter»                    | Патти Смит | Патти Смит                         | 3:33         |
| 12. | «Shooting Arrows at the Sky»        | Санти Уайт Рик Ноулз                                                                                                   | Сантиголд                          | 3:37         |

| №   | Название        | Автор(ы)                         | Исполнители             | Длительность |
| --- | --------------- | -------------------------------- | ----------------------- | ------------ |
| 13. | «Place for Us»  | Микки Экко, Аммар Малик, Ник Рут | Микки Экко              | 3:31         |
| 14. | «Lights»        | Джош Картер, Сара Бартел         | Phantogram              | 3:45         |
| 15. | «Angel on Fire» | Энтони Хегарти                   | Antony and the Johnsons | 3:47         |

| №   | Название | Исполнитель | Длительность |
| --- | -------- | ----------- | ------------ |
| 16. | «13»     | CPM 22      |              |

| №   | Название | Исполнитель | Длительность |
| --- | -------- | ----------- | ------------ |
| 16. | «Again»  | Abby        |              |

| №   | Название          | Исполнитель | Длительность |
| --- | ----------------- | ----------- | ------------ |
| 16. | «Hombre a Tierra» | Лори Мейерс |              |

## Чарты
| Чарт (2013)                     | Место |
| ------------------------------- | ----- |
| Австралия (ARIA)                | 37    |
| Бельгия/Фландрия (Ultratop)     | 88    |
| Бельгия/Валлония (Ultratop)     | 96    |
| Канада (Canadian Albums Chart)  | 9     |
| Новая Зеландия (RMNZ)           | 14    |
| Испания (PROMUSICAE)            | 96    |
| Швейцария (Schweizer Hitparade) | 66    |
| UK Compilation Albums (OCC)     | 24    |
| US Billboard 200                | 5     |